# Hong Soo-hyun
Hong Soo-hyun (홍수현?, 洪洙賢?, Hong Su-hyeonLR, Hong SuhyŏnMR; Incheon, 15 febbraio 1981) è un'attrice sudcoreana.
Dopo aver debuttato come modella per una rivista al liceo, Hong è apparsa in uno spot pubblicitario della Johnson & Johnson nel 1996 e ha iniziato la sua carriera di attrice nel 1999. Nel decennio successivo, si è ritrovata per lo più limitata a ruoli di supporto; in seguito ha ricevuto buone recensioni per le sue interpretazioni in Gongju-ui namja (2011), Salaryman chohanji (2012) e Goodbye maneul (2012).

## Filmografia

### Cinema
- Beonji jeumpeureul hada (번지 점프를 하다?), regia di Kim Dae-seung (2001)
- Sukmyeong (숙명 ?), regia di Kim Hae-gon (2008)
- Yeonghwaneun yeonghwada (영화는 영화다?), regia di Jang Hoon (2008)
- Insa-dong scandal (인사동 스캔들?), regia di Park Hee-gon (2009)
- Camellia (카멜리아?), regia di Isao Yukisada, Jang Joon-hwan e Wisit Sasanatieng (2010)

### Televisione
- Ghost (고스트?) – serie TV (1999)
- Areumda-un seontaek (아름다운 선택?) – serial TV (1999)
- Jump (점프?) – serial TV (1999)
- Haengjin (행진?) – serie TV (1999)
- LA Arirang (LA 아리랑?) – serie TV (1999)
- KAIST (카이스트?) – serial TV (2000)
- New Nonstop (뉴 논스톱?) – serie TV (2000)
- Meotjin chin-gudeul II (멋진 친구들 Ⅱ?) – serie TV (2001)
- Mas-inneun cheonghon (맛있는 청혼?) – serie TV (2001)
- Eojjeomyeon joh-a (어쩌면 좋아?) – serie TV (200)
- Dong-yanggeukjang (동양극장?) – serie TV (2001)
- Abeojicheoreom salgi silh-eoss-eo (아버지처럼 살기 싫었어?) – serie TV (2001)
- Uriga nam-in-ga-yo (우리가 남인가요?) – serie TV (2001)
- Eomma-ui norae (엄마의 노래?) – serial TV (2002)
- Gyeolhonhapsida (결혼합시다?) – serial TV (2002)
- Wang-ui yeoja (왕의 여자?) – serie TV (2003)
- Sang-doo-ya, hakgyo gaja! (상두야, 학교가자?) – serie TV (2003)
- Paramanjang Miss Kim 10eok mandeulgi (파란만장 미스김 10억 만들기?) – serie TV (2004)
- Geumjjokgat-eun naesaekki (금쪽같은 내새끼?) – serie TV (2004)
- Pinggu-eori (핑구어리?) – miniserie TV (2005)
- Only You (온리 유?) – serie TV (2005)
- Hu (후?) – film TV (2006)
- Dae Jo-yeong (대조영?) – serie TV (2006-2007)
- Geunyeo-ui style (그녀의 스타일?) – serie TV (2009)
- Cheonsa-ui yuhok (천사의 유혹?) – serie TV (2009)
- Naege geojinmar-eul haebwa (내게 거짓말을 해봐?) – serie TV (2011)
- Gongju-ui namja (공주의 남자?) – serie TV (2011)
- Salaryman chohanji (샐러리맨 초한지?) – serie TV (2012)
- Goodbye maneul (굿바이 마눌?) – serie TV (2012)
- Jang Ok-jeong, sarang-e salda (장옥정, 사랑에 살다?) – serie TV (2013)
- Saranghaeseo namjuna (사랑해서 남주나?) – serie TV (2013-2014)
- Eomma (엄마?) – serie TV (2015-2016)
- Mad Dog (매드 독?) – serie TV (2017)
- Beuhatjip adeul (부잣집 아들?) – serie TV (2018)
- Churi-ui yeo-wang 2 (추리의 여왕 2?) – serie TV (2018)
- Barampimyeon jungneunda (바람피면 죽는다?) – serie TV (2020-2021)
- Gyeongchalsu-eop (경찰수업?) – serie TV (2021)
- Jigeumbuteo, showtime! (지금부터, 쇼타임!?) – serie TV (2022)
- Ppalganpungseon (빨간풍선?) – serie TV (2022-2023)
- Cheongchun woldam (청춘월담?) – serie TV (2023)
- Gamsahamnida (감사합니다?) – serie TV (2024)
- Bomulseom (보물섬?) – serie TV (2025)

## Riconoscimenti
- KBS Drama Award
  - 2001 – Miglior nuova attrice per Dong-yanggeukjang[4]
  - 2003 – Miglior attrice di supporto per Sang-doo-ya, hakgyo gaja![5]
  - 2005 – Miglior attrice in un drama speciale/in un unico atto per Oedeung[6]
  - 2011 – Migliore attrice in un drama di media lunghezza per Gongju-ui namja[7]
  - 2011 – Miglior coppia con Lee Min-woo per Gongju-ui namja[7]
- MBC Drama Award
  - 2013 – Migliore attrice in una serie drammatica per Saranghaeseo namjuna[8]